# Sogno di una notte d'estate (album)
Sogno di una notte d'estate è il secondo album da solista del musicista Mauro Pagani, uscito inizialmente nel 1981 come colonna sonora di uno spettacolo teatrale del regista Gabriele Salvatores.
Con lo stesso nome uscì nel 1983, come colonna sonora dell'omonimo film ricavato dallo spettacolo, un nuovo album quasi completamente riscritto e arricchito di collaborazioni esterne come Gianna Nannini e Mark Harris.

## Album originale (1981)

### Tracce
1. 3:58	One
2. 2:57	Cocker Spaniel
3. 3:38	Noi Siamo il Buio
4. 3:19	Il Litigio
5. 3:07	Oberon
6. 2:30	La Fata
7. 4:56	Puck
8. 2:01	Sonno
9. 4:01	Good Morning
10. -30:33   Fate che Scorra

## Colonna sonora (1983)

### Tracce
1. Non Siamo Il Buio (M. Pagani / G. Salvatores)
2. Lontano (M. Pagani / G. Nannini)
3. Bestie (M. Pagani)
4. Habanera Por Fernando (M. Pagani)
5. Good Morning (M. Pagani / M. Harris)
6. Disht II (M. Pagani)
7. La Luna (M. Pagani / G. Nannini)
8. Tenerife (M. Pagani)
9. La Prima Fata (M. Pagani)
10. Puck (M. Pagani / G. Salvatores)
11. Rissa (M. Pagani)
12. Disht (M. Pagani)

## Crediti
- Mauro Pagani: violino, bouzouki, mandolino, ottavino, armonica
- Conny Plank: synth
- Ellade Bandini: batteria
- Walter Calloni: batteria
- Giorgio Cocilovo: chitarra
- Claudio Bazzari: chitarra
- Jaki Liebezeit: percussioni
- Claudio Cattafesta: chitarra elettrica
- Claudio Golinelli: basso
- Mark Harris: pianoforte, Fender Rhodes
- Rudy Spinello: chitarra elettrica
- Rudiger Braune: batteria elettronica
- Pier Michelatti: basso
- Mike Fraser: pianoforte, clavinet, organo Hammond
- Dino D'Autorio: basso
- Pino Scagliarini: synth
- Massimo Spinosa: basso
- Joe Amoruso: synth
- Maurizio Preti: percussioni
- Claudio Pascoli: sax tenore